# Surinaamse wormsalamander
De Surinaamse wormsalamander (Caecilia gracilis) is een soort wormsalamander (Familie Caeciliidae) die in Suriname, Frans-Guyana, de aangrenzende delen van Brazilië, het noordoosten van Peru en mogelijk ook in Colombia voorkomt. In Suriname is hij onder meer bekend in Sarakreek bij het Brokopondostuwmeer. Het dier heeft een gravende levenswijze in de grond van het oerwoud.
Het is een lange, dunne soort. De lengte kan 79 cm bedragen. Het lichaam is wormachtig en de ogen zijn nauweliks zichtbaar. De kleur is blauwachtig, lavendelkleurig. 
In een rivierbos in het Cerrado-bioom van het noordoosten van Brazilië waren deze wormsalamanders is de regentijd op dieptes van 5 tot 30 cm in de grond te vinden. Hun dieet bleek voornamelijk uit aardwormen te bestaan